# Porto Seco de Dourados
O Porto Seco de Dourados será um modal de porto seco que será implantado em Dourados, destinado à armazenagem e à inspeção de cargas.
O porto seco será equipado com:
- Balança eletrônica para caminhões e balanças de alta precisão para produtos de maior valor agregado;
- Portaria eletrônica ligada diretamente ao sistema operacional da Receita Federal, que possui escritório nas instalações;
- Empilhadeiras modernas e seguras para movimentação e armazenagem;